# Camptochaeta
Camptochaeta är ett släkte av tvåvingar som beskrevs av Heikki Hippa och Pekka Vilkamaa 1994. Camptochaeta ingår i familjen sorgmyggor.

## Dottertaxa tillCamptochaeta, i alfabetisk ordning[1][2]
- Camptochaeta aequidens
- Camptochaeta bellicosa
- Camptochaeta bournei
- Camptochaeta camptochaeta
- Camptochaeta cladiator
- Camptochaeta coei
- Camptochaeta compar
- Camptochaeta consimilis
- Camptochaeta cruciata
- Camptochaeta cursor
- Camptochaeta delicata
- Camptochaeta desideralis
- Camptochaeta duplicata
- Camptochaeta exilis
- Camptochaeta falcator
- Camptochaeta falcidens
- Camptochaeta fallax
- Camptochaeta flagellifera
- Camptochaeta furcata
- Camptochaeta galinae
- Camptochaeta gemina
- Camptochaeta gigantostylata
- Camptochaeta hirtula
- Camptochaeta inflata
- Camptochaeta jeskei
- Camptochaeta longicosta
- Camptochaeta mamaevi
- Camptochaeta mimica
- Camptochaeta minuta
- Camptochaeta ofenkaulis
- Camptochaeta pellax
- Camptochaeta pentacantha
- Camptochaeta propria
- Camptochaeta quadriceps
- Camptochaeta quadridens
- Camptochaeta quantula
- Camptochaeta regenerata
- Camptochaeta scanica
- Camptochaeta sicilicula
- Camptochaeta simulator
- Camptochaeta spicigera
- Camptochaeta stammeri
- Camptochaeta subcamptochaeta
- Camptochaeta subspicigera
- Camptochaeta tenuipalpalis
- Camptochaeta tenuipalpis
- Camptochaeta uncifera
- Camptochaeta uniceps
- Camptochaeta unidentata
- Camptochaeta uniformis
- Camptochaeta vivax
- Camptochaeta xystica
- Camptochaeta xysticoides